# 明知延佳
明知 延佳（あけち のぶよし、1897年〈明治30年〉3月10日 - 1979年〈昭和54年〉11月16日）は、昭和時代前期の内務官僚、台湾総督府官僚。旧名は俊雄。

## 経歴
東京市蒲田区萩中（現・大田区萩中）に生まれる。荏原中学校、国勢院統計講習所を経て、1922年（大正11年）4月、中央大学法律科正科を卒業する。社会局、復興局、社会局保健部管理課を経て、1931年（昭和6年）7月、地方理事官に進み、福島県、三重県と転々とする。ついで1935年（昭和10年）4月、沖縄県宮古支庁長に就任した。
のち渡台し、1939年（昭和14年）4月、台湾総督府地方理事官に任ぜられ、台中州竹山郡守となり、ついで台東庁総務課長を経て、1942年（昭和17年）4月、宜蘭市長に就任した。ついで高雄の食糧営団長となった。